# 宋殤公
宋殤公（前750年—前710年），中國春秋時期宋國君主。子姓，名與夷。
宋宣公之子。殤公在位時任孔父嘉為司馬，華督為太宰。宋殤公好戰，十年十一戰，百姓苦不堪言。太宰華督貪戀孔父嘉之妻的美色，乃使人宣言國中：“民不堪命，皆孔父為之。”遂殺孔父嘉而奪其妻，殤公大怒，華督又弒公，再從鄭國迎回公子馮，是為宋莊公。